# Tadeusz Kowalak

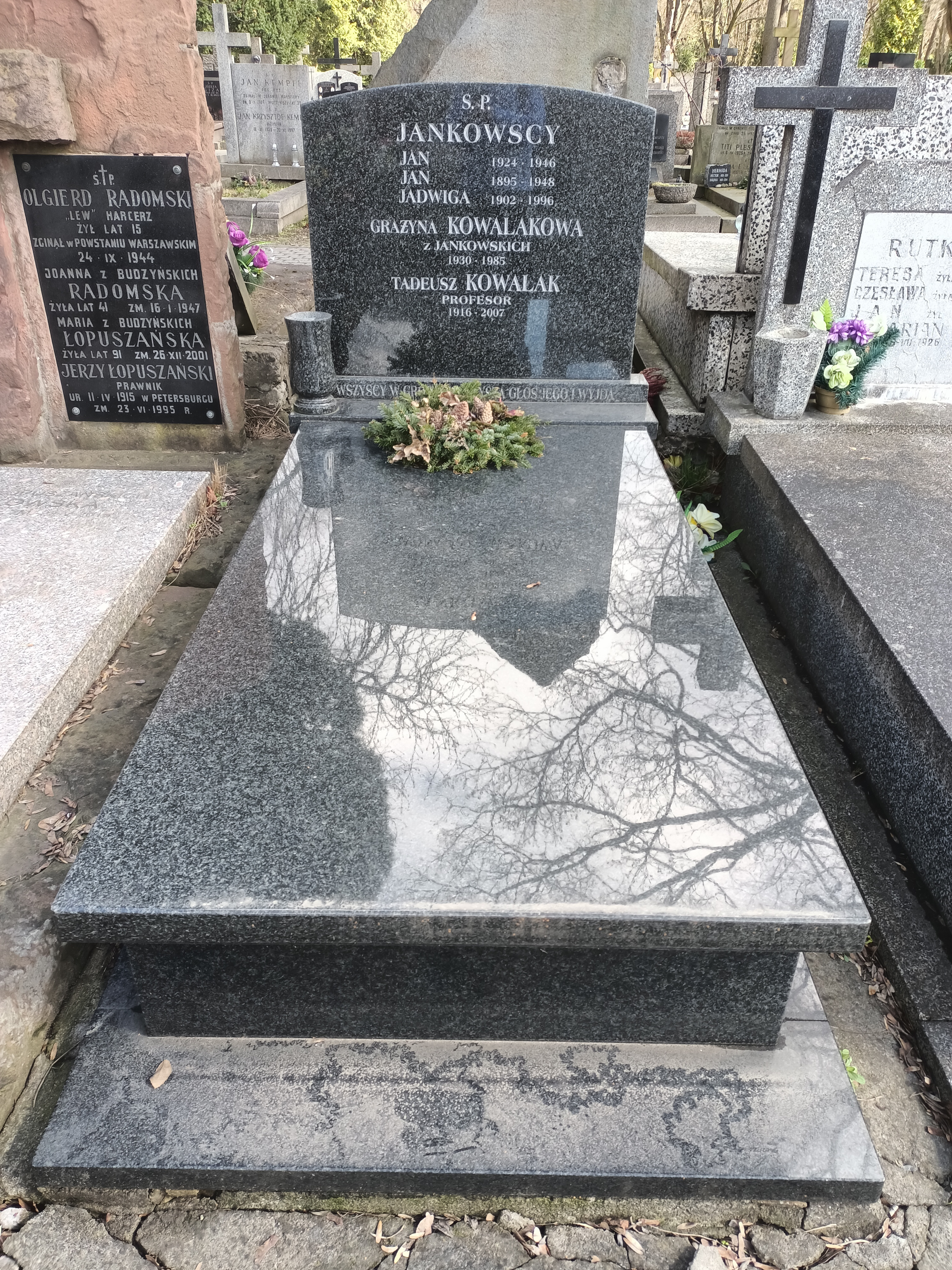
Grób Tadeusza Kowalaka na Cmentarzu Powązkowskim

Tadeusz Józef Kowalak (ur. 20 marca 1916 w Objezierzu, zm. 2 października 2007) – polski specjalista w zakresie spółdzielczości i współczesnych problemów polityki społecznej, profesor doktor habilitowany, honorowy przewodniczący Polskiego Towarzystwa Polityki Społecznej, członek honorowy Komitetu Nauk o Pracy i Polityce Społecznej PAN, wykładowca akademicki na Uniwersytecie Warszawskim i Wyższej Szkole Ekonomicznej w Białymstoku. Autor 16 książek oraz 140 artykułów naukowych, referatów i ekspertyz.
Postaci uczonego poświęcona została książka ”Życie i twórczość profesora Tadeusza Kowalaka. W 85-lecie urodzin” w opracowaniu Iwony Zielińskiej (ISBN 83-88500-24-4, Włocławek 2001).
Pochowany 11 października 2007 r., na cmentarzu Powązkowskim w Warszawie (kwatera 257c-2-8). 

## Odznaczenia
Odznaczony został Medalem im. Wacława Szuberta.

## Wybrana bibliografia
- ”Eseje o demokracji” (Wydawnictwo WSE, Białystok, 2004 r., ISBN 83-87981-46-X)
- ”Kobieta we współczesnym świecie” (Wydawnictwo WSE, Białystok, 2006 r., ISBN 83-87981-03-6)
- ”Polityka społeczna - Wybrane zagadnienia” (Wydawnictwo WSE, Białystok, 2002 r., ISBN 83-87981-95-8)
- ”Ubóstwo w Białymstoku. Raport z badań” (Wydawnictwo WSE, Białystok, 2001 r., ISBN 83-87981-70-2)